# Антіох (батько Селевка I Нікатора)
Антіох (дав.-гр. Ἀντίοχος дав.-гр. Ἀντίοχος, IV століття до н. е.) - Батько Селевка I.
На думку Дж. Д. Ґрейнджер, С. Ст. Смирнова, Антіох походив із знатного роду, оскільки його син, майбутній Селевк I, у підлітковому віці був узятий у корпус царських пажів, якими ставали діти тільки знатних чи прославлених батьків. Також дослідники зазначили, що згідно з македонською традицією ім'янаречення отець Антіоха, мабуть, носив ім'я Селевк. У цього Селевка, крім Антіоха, міг бути також син на ім'я Птолемей, згаданий кілька разів Арріаном. За свідченням Юстина, що спирався, швидше за все, на дані Єроніма з Кардії, Антіох був «одним із найславетніших полководців» царя Філіпа II. С. В. Смірнов зазначив, що, напевно, Антіох брав участь в успішній війні македонян проти пеонів.
Дружиною Антіоха була Лаодика. У цьому шлюбі крім Селевка, що народився приблизно в середині 50-х років IV століття до н. е., також, можливо, народилася дочка Дідимея, про яку писав Іоанн Малала.
На честь отця Селевк I назвав свого старшого сина, а також, згідно з Аппіаном, 16 міст, у тому числі одну зі столиць своєї держави - Антіохію-на-Оронті.